# The Dark Side of the Moon
The Dark Side of the Moon je konceptualni album progresivnega rocka skupine Pink Floyd, izdan leta 1973. Govori o vsakdanjih stvareh, kot so čas, pohlep, prepiri, potovanja, duševne bolezni in smrt.
Mnogi oboževalci skupine priznavajo album za najboljšega, presegajoč celo album The Wall. Velja za mejnik v rock glasbi, saj kljub takrat nerazširjeni zvrsti vsebuje pesmi, ki so primerne za radio (npr. »Money«, »Time«, »Us and Them«, »Brain Damage/Eclipse«) in jih sestavljajo tudi eterične zvočne tehnike. Nekateri kritiki album označujejo kot ločitveno točno med »klasičnim« blues rockom in novodobno elektronsko glasbo. Delo od paralelnih albumov med drugim ločujejo tudi »lažja« besedila in glasba. V izdelavi so sodelovali vsi takratni člani skupine: David Gilmour, Nick Mason, Roger Waters in Richard Wright.

## Sinhroniziranost sČarovnikom iz Oza
Glejte tudi: Dark Side of the Rainbow
Album naj bi bil sinhroniziran s filmom Čarovnik iz Oza (The Wizard of Oz) iz leta 1939. Med oboževalci je bil ta efekt poimenovan »Temna stran mavrice« (Dark Side of the Rainbow) oziroma »Temna stran Oza« (Dark Side of Oz). Album naj bi se skozi film trikrat ponovil, pri tem pa se številne scene začnejo sočasno s pesmimi, ki bi naj komentirale dogajanje v filmu. Člani skupine (še posebej David Gilmour) so kakršnokoli namerno sinhronizacijo večkrat zanikali. S tehničnega vidika bi bilo to, leta 1972, ko je bil album posnet, zelo težko izvedljivo. Kljub temu je sinhroniziranost, po besedah oboževalcev, na trenutke prav srhljiva. K namerni sinhronizaciji albuma nas pripelje tudi naslovnica, saj se film z začetkom skladbe »Money« spremeni iz črno-belega v barvnega.
Leta 2013 ga je ameriška Kongresna knjižnica uvrstila v Narodni register posnetkov kot »kulturno, zgodovinsko ali estetsko pomemben« posnetek.

## Seznam pesmi
| Naslov pesmi                 | Avtorske pravice                    | Vokal                          | Originalna izdaja in izdaja leta 1994 | Shine On (box set) verzija in izdaja ob 20. obletnici albuma | ponovna izdaja ob 30. obletnici |
| ---------------------------- | ----------------------------------- | ------------------------------ | ------------------------------------- | ------------------------------------------------------------ | ------------------------------- |
| »Speak to Me«                | - Mason                             | instrumentalna                 | 1:00                                  | 1:13                                                         | 1:13                            |
| »Breathe«                    | - Gilmour - Waters - Wright         | - Gilmour                      | 2:59                                  | 2:46                                                         | 2:46                            |
| »On the Run«                 | - Gilmour - Waters                  | instrumentalna                 | 3:35                                  | 3:34                                                         | 3:35                            |
| »Time«/»Breathe« (ponovitev) | - Gilmour - Mason - Waters - Wright | - Gilmour - Wright             | 7:04                                  | 7:04                                                         | 7:04                            |
| »The Great Gig in the Sky«   | - Wright - Waters                   | - Clare Torry                  | 4:48                                  | 4:44                                                         | 4:48                            |
| »Money«                      | - Waters                            | - Gilmour                      | 6:24                                  | 6:32                                                         | 6:24                            |
| »Us and Them«                | - Waters - Wright                   | - Gilmour - Wright             | 7:49                                  | 7:40                                                         | 7:49                            |
| »Any Colour You Like«        | - Gilmour - Mason - Wright          | instrumentalna                 | 3:26                                  | 3:25                                                         | 3:26                            |
| »Brain Damage«               | - Waters                            | - Waters - Gilmour (harmonija) | 3:50                                  | 3:50                                                         | 3:50                            |
| »Eclipse«                    | - Waters                            | - Waters - Gilmour (harmonija) | 2:04                                  | 2:02                                                         | 2:04                            |

## Zasedba

### Pink Floyd
- David Gilmour — vokal, kitara, VCS 3 sintetizator, klaviature
- Roger Waters — bas kitara, vokal, VCS 3 sintetizator, efekti
- Richard Wright — klaviature, vokal, VCS 3 sintetizator
- Nick Mason — bobni, tolkala, efekti

### Ostali
- Lesley Duncan — stranski vokali
- Doris Troy — stranski vokali
- Barry St. John — stranski vokali
- Liza Strike — stranski vokali
- Clare Torry — vokali v pesmi »The Great Gig in the Sky«
- Dick Parry — saksofon
- Alan Parsons — inženir
- Peter James — pomočnik inženirja
- Chris Thomas — svetovalec pri »miksanju«
- Hipgnosis — oblikovanje, fotografije
- Storm Thorgerson — oblikovanje na izdajah ob 20. in 30. obletnici
- George Hardie — ilustracije, oblikovanje naslovnic
- Jill Furmanosky — fotografije
- David Sinclair — opis albuma v ponovni izdaji na CD-ju